# Всероссийский союз писателей
Всероссийский союз писателей — профессиональная писательская организация для литераторов «старой» (дореволюционной) формации, организованная в 1920 году и существовавшая до 1932 года. Всероссийский Союз писателей сложился на основе Дома литераторов, который осенью 1922 года, не получив разрешения НКВД на перерегистрацию, был закрыт. Первоначально в Союз принимались писатели, журналисты, переводчики на основании литературного стажа. В 1926 году в Союзе состояло 360 литераторов.

## Предыстория
Радикальное изменение общества после Великой Октябрьской социалистической революции вызвало создание нового, революционного искусства, в противоположность прежнему, «буржуазному». «Русские литераторы, всегда плывшие в фарватере общественных движений, — указывал критик Вяч. Полонский, — оказались в стороне от жизни». Для интеллигенции вопрос сотрудничества с властью фактически решал и вопросы жизни и быта, что вызвало создание в Петрограде нескольких объединений дореволюционной творческой интеллигенции: Союза деятелей художественной литературы (1918—1919), Дома литераторов (1918—1922), издательства «Всемирная литература» (1918—1924), Всероссийского союза писателей (1920—1932).
Корни союзов писателей можно проследить в период Гражданской войны, когда старейший Всероссийский союз поэтов проводил поэтические встречи, организовал бесплатную столовую для всех нуждающихся литераторов, издал несколько сборников стихов. Кроме этого, литераторам выдавались безвозмездные ссуды, помещения для работы. При Союзе поэтов были подсобные предприятия: кафе, кинематограф и столовая, на выручку от которых он и осуществлял свою деятельность.

## Создание и роль
Союз создавался как профессиональное объединение как литераторов дореволюционной формации, так и молодёжи, получившей в 1923 году с лёгкой руки Л.Д. Троцкого наименование «попутчиков». Он должен был авторитетно представлять единую русскую литературу, хранить ее традиции и отстаивать интересы писателей, их правовое и материальное положение в новых исторических условиях.
О роли Союза писателей в литературном процессе десятилетия красноречиво говорит докладная записка 1928 года одного из активных рапповцев С. Родова в Комиссию Оргбюро ВКП(б): «Основная писательская организация, в которой сконцентрированы буржуазные и не буржуазные писатели — Всероссийский союз писателей — приобрел новую силу. <.> Организация, более всех других воспитанная на традициях буржуазной литературы, получила новый блеск. <.> Раскол этой организации, к которому якобы стремилось нынешнее руководство ВАППа, более далек от осуществления, чем когда-либо. Наоборот, мы имеем и относительный и абсолютный рост влияния Всероссийского союза писателей, по сравнению с ростом влияния ВАППа».
Власть воспринимала это как укрепление идеологической пятой колонны внутри страны. «Передача полномочий какому-нибудь профессиональному союзу художников, каким-нибудь вообще художественным объединениям, какой-нибудь художественной учредилке — означала бы крах советской политики в этой области и капитуляцию перед защитой старинки», — отмечал председатель Наркомпроса Луначарский.
В исторической литературе освещались только три сюжета в более чем десятилетней истории Союза: обстоятельства ареста и несостоявшейся высылки Е. Замятина в 1922 году, история запрещенной в 1921 году «Литературной газеты» и кампания 1929 года по разгрому ленинградского отделения Союза и исключению Замятина.

## Идейные споры о литературе
В 1920-е годы развернулась острая полемика о будущем советского искусства, в которой Всероссийский союз писателей представлял главный редактор журнала «Красная новь» А. Воронский, а ему оппонировали деятели ВАПП под идейным руководством Л. Авербаха, издававшие журнал «На посту».

### Совещание в ЦК РКП(б)
9 мая 1924 года Отдел печати ЦК РКП(б) созвал совещание «О политике партии в художественной литературе», на котором была сформулирована суть конфронтации между противоборствующими силами. «В сущности, спор шел о том, каким быть искусству после революции: сохранять ли ему свою специфику в познании мира или подчиниться политике, отождествиться с нею в видении мира и способах его интерпретации», -- считает исследователь литературной полемики 1920-х годов Г.А. Белая.
«Напостовцы» явно выразили желание принципиально игнорировать значение художественных критериев при оценке искусства, всецело подчиняя литературу политике. Воронский утверждал: вопрос о природе искусства преследует политические цели опосредованно, однако оно имеет «собственные методы… свои законы развития, свою историю». Он сказал, что партия обеспечивала литературе свободу самовыражения, при этом активно поддерживая группы, стоящие «на позициях Октября». «Исходя из того положения, что у нас страна крестьянская, что молодой советский писатель поэтому пошел у нас с мужицким креном, что наш пролетариат и партия заняты главным образом непосредственной политической борьбой, что в среде пролетарских писателей у нас царит часто кружковой дух, — исходя из этого, партия не становилась на точку зрения того или иного направления, а оказывала содействие всем революционным литературным группировкам, осторожно выпрямляя их линию», — указал Воронский. Он перечислил имена писателей, которые уже утвердились в литературе и делают первые шаги в ней, предвещая её будущий небывалый расцвет. Общая идеологическая эволюция художников слова идёт в партийную сторону. Противодействуя попыткам повесить на «попутчиков» ярлык «буржуазности», Воронский возразил: «У нас проповедуют и советуют выбросить классиков за борт современности, в то время как перед рабочим классом стоит задача научить массу крестьян и рабочих читать и понимать Пушкина, Толстого, Горького».
По поводу понятия «пролетарский писатель» Воронский заметил, что называют таковым литератора «с коммунистической идеологией, того, кто, употребляя ставшее теперь излюбленным выражение Пильняка, смотрит на мир „глазами пролетария“. На самом деле… это — писатель, входящий в ту или иную ассоциацию, кружок», у которого свой «символ веры», обычно сводящийся к убеждению, что «основная задача пролетарского писателя… и сводится к разрушению буржуазной эстетики, искусства и культуры и к построению нового, социалистического. Так как в действительности перед пролетариатом сейчас в России стоит проблема критического овладения старой культурой и искусством, то тут и получается большая неувязка. Вместо живых людей революции нам дают символику, вместо поступательного развития получается вымученность… Чем скорее откажутся наши товарищи от этого пролеткультизма, тем скорее они сделаются настоящими пролетарскими писателями». Критикуя позицию «На посту», претендовавшего на гегемонию в литературе, А. К. Воронский сказал, что литераторы концентрируются возле «Красной нови», и даже молодёжь тянется к этому журналу, а не к оппонентам, и при редакции «Красной нови» образовалась молодёжная секция из 40 человек.
А. Воронского поддержали на совещании А. Луначарский, Л. Троцкий, Н. Бухарин, Н. Осинский, Вал. Правдухин. Осинский сказал, что печатать необходимо все произведения, в том числе со «скверной идеологией».
А. В. Луначарский поддержал Воронского, назвав «чисто политический» подход «напостовцев» к искусству ошибочным. «…Нельзя ставить вопрос о литературной политике, – говорил Луначарский, – не считаясь с особыми законами художества. Иначе мы, действительно, можем уложить неуклюжими политическими мероприятиями всю литературу в гроб... В самом деле, не ясно ли каждому с первого подхода, что произведение искусства политическое, не обладающее, однако, художественными достоинствами, совершенно абсурдно». Через полгода Н. Бухарин впрямую раскрыл суть притязаний «напостовцев»: «…передайте нам Госиздат на расправу с литературой».
Л.Д. Троцкий на совещании высказался об искусстве жестким языком политики. Повторив тезисы своей брошюры «Литература и революция», он напомнил, что «попутчиком» называет «в литературе, как и в политике, того, кто, ковыляя и шатаясь, идет до известного пункта по тому же пути, по которому мы с вами идем гораздо дальше. Кто идет против нас, – того мы при случае высылаем за границу, ибо благо революции для нас высший закон».

### Постановление партии
Постановление Политбюро ЦК РКП(б) от 18 июня 1925 года «О политике партии в области художественной литературы» литераторов 1920-х годов условно разделяло на три категории:
- крестьянские;
- попутчики (то есть те, кто активно не высказывался против советской власти, но и не полностью соглашался с ее деятельностью);
- пролетарские писатели.

Возложив руководство в целом на пролетарских писателей, резолюция подчеркнула: «партия поддерживает все отряды советских писателей». Пока «гегемонии пролетарских писателей ещё нет, партия должна помочь этим писателям заработать себе историческое право на такую гегемонию». Партия должна бороться против коммунистического чванства, «должна всячески бороться против легкомысленного и пренебрежительного отношения к старому культурному наследству, а равно и к специалистам художественного слова». По отношению к попутчикам как колеблющимся между буржуазной и коммунистической идеологией «должна здесь быть директива тактичного и бережного отношения к ним, то есть такого подхода, который обеспечивал бы все условия для возможно более быстрого их перехода на сторону коммунистической идеологии». В постановлении партийное руководство высказалась за свободное соревнование творческих сил, форм и методов, подчёркивая необходимость создания литературы, рассчитанной на действительно массового читателя.
Хотя в этой резолюции не были упомянуты имена боровшихся в 1920-е годы литературных групп, им была дана всесторонняя оценка, считает исследователь эпохи С. И. Шешуков. Фактически нашла поддержку позиция А. Воронского, ратовавшего за объединение писателей, во главе с коммунистами, для совместной творческой работы, за преемственность литературного наследия, за отражение жизни во всех её красках, а не только жизни пролетариата, за коллегиальность в противоположность комчванству. Напостовцы это ранее категорически отвергали.
К середине 1930-х годов крестьянские писатели были, по сути, приравнены к антисоветским, и среди литераторов остались только попутчики и пролетарские писатели. Попутчики всё чаще прибегали к мимикрии, стараясь уходить от острых тем, однако в целом до начала тридцатых годов советская литература оставалась весьма разнообразной и многоголосой.

## Отделения
- Московское
- Петроградское (Ленинградское)

В 1930 г. было создано также Сибирское отделение Всероссийского союза писателей.

## Правление
В Петроградское правление, возглавляемое председателем А. Л. Волынским (с 1924 года Ф. Сологубом), входили А. А. Ахматова, А. А. Блок, Н. М. Волковысский (тов. председ.), А. В. Ганзен, Н. С. Гумилёв, В. Я. Ирецкий, Е. И. Замятин, К. И. Чуковский, В. Ф. Ходасевич, В. Б. Шкловский.
Заседания Петроградского правления проходили в помещении издательства «Всемирная литература» на Моховой, 36.

## Деятельность Всероссийского союза писателей
Петроградское отделение ВСП избрало стратегию будничной работы, без публичных выступлений, громких заявлений и деклараций. Общество устраивало литературные вечера и собрания с чтением произведений и их обсуждением. Также проводились обсуждения творческих проблем. Указанная стратегия работы привлекала писателей из других организаций, так что петроградское отделение ВСП во многом играло роль центра литературной жизни Петрограда — Ленинграда. В результате членами петроградского отделения В.с.п. стали и некоторые члены Петроградского отделения Всероссийского союза поэтов и Ленинградской ассоциации пролетарских писателей (ЛАПП).
В 1921—1922 годах, когда в Союз вступило большое число литературной молодёжи, число членов составляло около 200 (к 1 январю 1922 года — 210 чел.). Среди молодёжи были, помимо прочих, воспитанники Литературной студии издательства «Всемирная литература» и Дома искусств, ученики Замятина, Гумилева, Шкловского, в частности — группы «Серапионовы братья».
Союз писателей не смог добиться официального профсоюзного статуса, и в 1923 году его члены были отнесены по профсоюзной линии к Всероссийскому профессиональному союзу работников полиграфической промышленности.
Деятельность ВСП довольно подробно отражалась в периодике начала 1920-х годов. В 1926, 1929 и 1931 году появляются серии публикаций с критикой в адрес союза. Первая была связана с дискуссией о создании Федерации объединений советских писателей (ФОСП) и предстоящем слиянии Союза писателей, РАПП и Всероссийского общества пролетарско-колхозных писателей (ВОКП); вторая — с реформированием Союза писателей и его переходом на «союзническую» платформу.
«В Союзе писателей существовало настроение, что было бы хорошо, если бы литература получила отставку от партии, — признавался впоследствии Б.Пильняк. — Обсуждая на наших нелегальных собраниях положение в литературе и в партии, мы всеми мерами, прикрываясь политикой внепартийности, чистого искусства и свободного слова, пытались доказать гнет цензуры, зажим литературы со стороны партии… Для характеристики СП надо сказать, что в нем не было партийной ячейки».
В 1929 года союз был подвергнут жёсткой критике после публикации за рубежом романа Е. Замятина «Мы» и повести Б. Пильняка «Красное дерево». Пильняк был отстранён от должности руководителя союза, на которую его избрали в начале того же года
. Он уверял Сталина, что издание «Красного дерева» за рубежом было ошибкой и просил разрешения отправиться в очередной заграничный вояж: «Иосиф Виссарионович, даю Вам честное слово всей моей писательской судьбы, что если Вы мне поможете сейчас поехать за границу и работать, я сторицей отработаю Ваше доверие. Я прошу Вас помочь мне. Я могу поехать за границу только лишь революционным писателем. Я напишу нужную вещь… Я должен говорить о моих ошибках. Их было много…». Пильняк был прощён, повесть впоследствии была включена в роман «Волга впадает в Каспийское море», опубликованный в СССР в 1930 г.
По новой редакции устава писатели должны были активно включаться «в работу по строительству социалистического общества и созданию новой социалистической культуры», вести «перевоспитание» «попутчиков».
В 1931 году острой критике со стороны РАПП подверглись формы и методы перехода союза от «попутничества» к «союзничеству».
Партийное постановление от 23 апреля 1932 года «О перестройке литературно-художественных организаций» обозначило новую эру во взаимоотношениях государства и писателей. В нём было констатировано, что в стране «успели вырасти кадры пролетарской литературы и искусства, выдвинулись новые писатели и художники с заводов, фабрик, колхозов», поэтому «рамки существующих пролетарских литературно-художественных организаций (ВОАПП, РАПП, РАМП и др.) становятся уже узкими и тормозят серьёзный размах художественного творчества». «Это обстоятельство создает опасность превращения этих организаций из средства наибольшей мобилизации советских писателей и художников вокруг задач социалистического строительства в средство культивирования кружковой замкнутости, отрыва от политических задач современности и от значительных групп писателей и художников, сочувствующих социалистическому строительству».
Было предложено ликвидировать разрозненные литературно-художественные организации и создать единые творческие союзы по направлениям (писателей, композиторов, художников).
Во исполнение этого постановления в 1934 году для замены Всероссийского союза писателей, как и всех других писательских организаций, был создан Союз писателей СССР.